# Prémio Luso-Espanhol de Arte e Cultura
O Prémio Luso-Espanhol de Arte e Cultura, instituído por um protocolo de cooperação entre os Ministérios da Cultura de Portugal e Espanha,tem periodicidade bienal e é entregue em ocasião solene especificamente organizada para o efeito, alternadamente em território português e espanhol.
O Prémio tem como objectivo distinguir um autor, pensador, criador ou intérprete vivo, ou ainda uma pessoa colectiva sem fins lucrativos, que, por intermédio da sua acção na área das artes e cultura, tenha contribuído significativamente para o reforço dos laços entre os dois Estados e para um maior conhecimento recíproco da criação ou do pensamento. A primeira edição do Prémio teve lugar em 2006.

## Galardoados
- 1ª Edição (2006) - José Bento (poeta e tradutor português)
- 2ª Edição (2008) - Perfecto E. Cuadrado (tradutor e catedrático espanhol)
- 3ª Edição (2010) - Siza Vieira (arquitecto português)
- 4ª Edição (2012) - Carlos Saura (realizador de cinema espanhol)
- 5ª Edição (2014) - Lídia Jorge (romancista portuguesa)
- 6ª Edição (2016) - Pilar del Río (jornalista, escritora e tradutora espanhola)
- 7ª Edição (2018) -  Mariza (fadista portuguesa)

- «Protocolo de Cooperação entre os Ministérios da Cultura de Portugal e Espanha»